# Jesse Beams
Jesse Wakefield Beams (25 décembre 1898 à Belle Plaine, Kansas, États-Unis – 23 juillet 1977) est un physicien américain membre de l'Académie nationale des sciences des États-Unis. Il a notamment travaillé sur des techniques de centrifugation qui ont été utilisées dans le cadre du projet Manhattan et lui ont valu une National Medal of Science en 1967.